# كأس أندورا 2010
كأس أندورا 2010 هو الموسم 18 من كأس أندورا. أقيم خلال الفترة 17 يناير 2010 وحتى 16 مايو 2010، وأشرف على تنظيمه اتحاد أندورا لكرة القدم، وكان عدد الأندية المشاركة فيه 16، وفاز فيه سانت جوليا.